# Astronaut (EP)
Astronaut ist das vierte Extended Play der deutschen Rock-Musikgruppe Unheilig. Musik, Text und Produktion stammen vom Grafen. Die Erstveröffentlichung des Albums fand am 9. Juni 2006 in Deutschland statt, in Österreich und der Schweiz ist das Album nur über Download zu erwerben. Auf dem Cover der EP ist neben dem bekannten Unheiligschriftzug ein Mond und ein Satellit zu sehen. Das Album wurde unter dem Label Four.Rock Entertainment herausgebracht.

## Inhalt
Astronaut ist eine EP, die als Bonus zu dem vorhergangenen Studioalbum Moderne Zeiten dient. Enthalten sind acht Songs, drei davon sind bis dahin unveröffentlicht gewesen. Über die Veröffentlichung der EP konnten Fans von Unheilig auf deren Website abstimmen.
1. Astronaut (1959 Stimmen)
2. Mein Stern (1823 Stimmen)
3. Ich will alles (571 Stimmen)

Die Astronaut EP ist ein auf 4.444 Einheiten limitiertes Album. Auf Grund der Limitierung blieb ein Charteintritt verwehrt.

## Titelliste
1. Astronaut  (Radio Edit) – 3:41
2. Mein Stern (Piano Version) – 6:00
3. Ich will alles (Club Version) – 5:23
4. Der Himmel über mir – 5:28
5. Schneller, höher, weiter – 3:38
6. Astronaut (Orchester Version) – 5:11
7. Lebe wohl – 4:36
8. Mein Stern (Radio Version) – 4:31